# Anerkenntnis

Änderung eines Schuldverhältnisses

Das Anerkenntnis ist im Zivilrecht ein rechtserhebliches Handeln, durch das ein Schuldverhältnis bekräftigt und im Extremfall auch neugeschaffen wird (siehe Schuldanerkenntnis), oder im Zivilprozessrecht eine Prozesshandlung, mit welcher ein Beklagter im Gerichtsprozess den Anspruch des Klägers ganz oder als zum Teil bestehend anerkennt.

## Begriff
Der Begriff des Anerkenntnisses wird in der Rechtssprache in mannigfaltigen Bedeutungen verwendet, die zu unterscheiden sind. Es kann sich
1. um Wissenserklärungen handeln (etwa bei Verkehrsunfällen), wenn eine Person (außerprozessual) ein bestimmtes Handeln, so eine Vorfahrtsverletzung oder einen Rotlichtverstoß zugibt. Ein solches Anerkenntnis wird im Prozess als Umstand angesehen, der in die Beweiswürdigung eingeht oder gar zur Beweislastumkehr führt.[1]
2. um ausdrückliche Erklärungen oder Handlungen handeln, aus denen auch stillschweigend die Bekräftigung eines Schuldverhältnisses, etwa durch eine Abschlagszahlung, hervorgeht, auch wenn solchen Handlungen oder Erklärungen kein weitergehender rechtsgeschäftlicher Bindungswille zugeschrieben werden kann. Derartige Handlungen und Erklärungen kommt neben einer Funktion in der Beweiswürdigung insbesondere die Bedeutung zu, dass die Verjährung (siehe Verjährung (Deutschland), Verjährung (Österreich)) dadurch unterbrochen wird.
3. um ausdrückliche oder stillschweigende Willenserklärungen handeln, die Auswirkungen auf die Rechtslage haben (deklaratorisches oder konstitutives Schuldanerkenntnis)
4. um Prozesserklärungen, die zwingend zur Verurteilung der anerkennenden Partei führen, soweit das Anerkenntnis reicht.

Bereits das Allgemeine Preußische Landrecht (prALR 1794) bestimmte, dass Rechtshandlungen, die die vollständige Kenntnis eines Vertrages und zugleich die wiederholte Zustimmung zu seinem Inhalt verdeutlichten, als (stillschweigendes) Anerkenntnis galten (I 5, § 189 APL). Seit der Rechtsprechung des Reichsgerichts werden an ein bloßes Anerkenntnis, das auch lediglich tatsächliches Verhalten beschreiben kann, geringere Anforderungen als an deklaratorische oder konstitutive Schuldanerkenntnisse im Sinne des § 781 BGB gestellt. Nur diese können einen selbständigen, privatrechtlichen Verpflichtungsgrund bilden.

## Zivilrecht
Anerkenntnis ist jedes – auch ein rein tatsächliches – Verhalten des Schuldners gegenüber dem Gläubiger, aus dem sich das Bewusstsein vom Bestehen des Anspruchs – wenigstens dem Grunde nach – unzweideutig ergibt und das deswegen das Vertrauen des Gläubigers begründet, dass sich der Schuldner nicht nach Ablauf der Verjährungsfrist alsbald auf Verjährung berufen wird. Äußeres Kennzeichen des Anerkenntnisses einer Schuld kann eine erfolgte Zahlung sein. Gemäß § 212 Abs. 1 Nr. 1 BGB beginnt die Verjährung erneut, wenn der Schuldner dem Gläubiger voll, oder per Abschlag oder auf den Zins beziehungsweise zur Sicherheit leistet. Bei der Frage, ob ein Anerkenntnis vorliegt, bedarf es indes stets einer umfassenden Würdigung der Umstände des jeweiligen Einzelfalls, das heißt grundsätzlich einer Prüfung der einzelnen (möglichen) „Anerkennungshandlungen“ des Schuldners. Von einem Anerkenntnis ist auszugehen, wenn der Schuldner in einer schriftlichen Erklärung seinen Verpflichtungswillen bekundet. Ein Anerkenntnis kann mit verjährungsunterbrechender Wirkung (§ 212 Abs. 1 Nr. 1 BGB) nur innerhalb einer noch laufenden Verjährungsfrist abgegeben werden.
Ein rechtgeschäftliches Anerkenntnis als Vertrag zwischen Gläubiger und Schuldner wird als Schuldanerkenntnis bezeichnet.

## Zivilprozessrecht

Anerkenntnisurteil in einem zivilrechtlichen Verfahren vor dem Landgericht (Kammer für Handelssachen)

Das zivilprozessuale Anerkenntnis ist die einseitige prozessuale Erklärung der beklagten Partei, dass der gegen sie geltend gemachten Anspruch ganz oder zum Teil (Teilanerkenntnis) begründet ist. In diesem Fall ist sie dem Anerkenntnis gemäß durch ein Anerkenntnisurteil (§ 307) zu verurteilen, sofern die Sachurteilsvoraussetzungen vorliegen; einer weiteren Begründung bedarf das Urteil nicht. Zu unterscheiden ist das prozessuale Anerkenntnis vom zivilprozessualen Geständnis. Ein Geständnis (§ 288 ZPO) enthebt das Gericht nicht der verantwortlichen Prüfung, ob der unstreitig gewordene Sachverhalt die klageweise begehrte Rechtsfolge rechtfertigt. Ein auf einem Geständnis beruhendes Urteil ist daher zu begründen und mit Rechtsmitteln anfechtbar.

### Verfahren
Das Anerkenntnis erfordert die Postulationsfähigkeit dessen, der es abgibt. Es ist ohne Bedingung zu erklären (bedingungsfeindlich) und unwiderruflich.
Ein Anerkenntnisurteil hat das Gericht seit der Änderung des § 307 ZPO zum 1. August 2004 auch ohne Antrag des Klägers zu erlassen. Wird ein Anerkenntnis außerhalb der mündlichen Verhandlung abgegeben, ist eine mündliche Verhandlung nicht mehr erforderlich. Das Anerkenntnisurteil bedarf keiner Begründung. Fehlen aber die Sachurteilsvoraussetzungen, ist die Klage trotz des Anerkenntnisses durch Prozessurteil als unzulässig abzuweisen. Aufgrund der vielfachen Verweisungen auf die Zivilprozessordnung in anderen Verfahrensordnungen ist ein Anerkenntnisurteil über den Zivilprozess hinaus in vielen Prozessen zulässig, in denen die Dispositionsmaxime gilt, so in Verwaltungsprozessen. In Prozessen der Sozialgerichtsbarkeit dagegen führt ein angenommenes Anerkenntnis nicht zu einem Anerkenntnisurteil, sondern zur Erledigung des Rechtsstreits in der Hauptsache, weil bereits dieses Anerkenntnis einen Vollstreckungstitel darstellt (§ 101, § 199 Abs. 1 Nr. 3 SGG).
Ein prozessuales Anerkenntnis kann definitionsgemäß nur eine beklagte Partei abgeben. Auf Klägerseite ist die spiegelbildliche Erklärung, die definitive Aufgabe des Klageanspruchs, der Verzicht, der zum Erlass eines Verzichtsurteils führt.

### Kostenfolge
Das prozessuale Anerkenntnis führt unter Umständen zur Durchbrechung des Grundsatzes, dass die im Prozess unterlegene Partei die Kosten des Rechtsstreits zu tragen hat. Wenn das Anerkenntnis sofort abgegeben wurde und der Beklagte keine Veranlassung zur Klageerhebung gegeben hat, werden die Prozesskosten dem Kläger auferlegt. Diese Regelung folgt im Zivilrecht aus § 93 ZPO, während für verwaltungsgerichtliche Streitigkeiten § 156 VwGO diese Rechtsfolge setzt. Sofort bedeutet, dass das Anerkenntnis bei der ersten Antragstellung erfolgen muss. Keine Veranlassung zur Klageerhebung bedeutet, dass der Kläger keinen Grund zu der berechtigten Annahme haben durfte, er werde nur mit gerichtlicher Hilfe zu seinem Ziel kommen.
Beispiele:
- Zahlungsklage, ohne dass der Beklagte in Verzug wäre,
- Beantragung einer einstweiligen Verfügung ohne vorherige Abmahnung.

Der Bundesgerichtshof (BGH) hat klargestellt, dass ein sofortiges Anerkenntnis auch noch nach der ersten Antragstellung im weiteren Verlauf des Verfahrens abgegeben werden kann, wenn die Klage zunächst nicht schlüssig vorgetragen wurde. Der Beklagte sei nicht verpflichtet, „einen erst im weiteren Verlauf des Rechtsstreits substantiiert vorgetragenen Klaganspruch schon zuvor – gleichsam auf Verdacht – als begründet anzuerkennen, nur um sich der Kostentragungslast entziehen zu können.“

## Verwaltungsprozessrecht
Auch im Verwaltungsprozess kann der Erlass eines Anerkentnisurteils analog zum Zivilprozessrecht nach § 173 VwGO i. V. m. § 307 ZPO beantragt werden, sofern die Klageart es ermöglicht. Das ist beispielsweise bei einer Verpflichtungsklage oder der Geltendmachung eines Zahlungsanspruches gegeben. Der Amtsermittlungsgrundsatz im Verwaltungsprozessrecht (§ 86 VwGO) steht dem nicht entgegen.

## Anerkenntnis und Verjährung
Im Bereich der zivilrechtlichen Verjährung ist ein Anerkenntnis darüber hinaus jegliche Bekundung eines Rechtssubjekts, dass ein Anspruch einer Gegenpartei zu Recht besteht; es unterbricht die Verjährung. Auch ein solches nicht-rechtsgeschäftliches Anerkenntnis, auch wenn es keine Prozesserklärung darstellt, kann im Rechtsstreit Auswirkungen auf den Ausgang des Prozesses über die Würdigung des Parteivortrags und der Beweise haben.

## International
In der Schweiz heißt das schuldrechtliche Schuldanerkenntnis Schuldbekenntnis und ist die Bestätigung des Schuldners, dass eine Forderung gegen ihn zu Recht besteht. Es ist gemäß Art. 17 OR auch ohne die Angabe eines Verpflichtungsgrundes gültig. Im schweizerischen Betreibungsrecht ermöglicht das Vorliegen einer Schuldanerkennung, dass der Gläubiger im Rechtsöffnungsverfahren nicht den ordentlichen Prozessweg beschreiten muss, sondern provisorische Rechtsöffnung erteilt bekommen kann. Das Schweizer Familienrecht sieht in Art. 260 ZGB vor, dass das nur zur Mutter bestehende Kindesverhältnis durch den Vater anerkannt werden kann. Die Anerkennung kann gemäß Art. 260a ZGB von jedermann beim Gericht angefochten werden, namentlich von der Mutter, vom Kind und nach seinem Tode von den Nachkommen sowie von der Heimat- oder Wohnsitzgemeinde des Anerkennenden.
In Österreich ist ein (konstitutives) Anerkenntnis materiell-rechtlich ein zivilrechtlicher Vertrag (Anerkenntnisvertrag), mit dem ein Streit über ein zweifelhaftes oder strittiges Recht durch einseitiges Nachgeben einer Seite beendet wird. Ein konstitutives Anerkenntnis, das – im Gegensatz zu einem deklarativen Anerkenntnis – einen neuen Verpflichtungsgrund schafft, ist eine besondere Art des Vergleichs, wobei die Besonderheit nur im Tatsächlichen liegt: Die Vertragspartner einigen sich auf die Beseitigung eines strittigen oder zweifelhaften Rechts und die Neufestlegung eines Rechts, das dem entspricht, was von einer Partei zuvor behauptet wurde. Die Verjährung wird unterbrochen, wenn der Schuldner eine Forderung ausdrücklich oder schlüssig anerkannt hat (§ 1497 ABGB). Dazu bedarf es keines konstitutiven Anerkenntnisses, auch das deklarative Anerkenntnis (eine bloße Wissenserklärung) unterbricht die Verjährung. Das österreichische Prozessrecht regelt das Anerkenntnis nicht ausdrücklich, sondern es ist als Unterart des Vergleichs als „einseitiges Nachgeben“ bekannt. Es handelt sich um einen Feststellungsvertrag, durch den eine Partei das von ihr bezweifelte Recht in vollem Umfang zugesteht. Von Amts wegen zu prüfende Prozessvoraussetzungen und Vorfragen sowie Tatsachen sind nicht anerkennungsfähig. Auf Antrag des Klägers ist dem Anerkenntnis gemäß durch Urteil zu entscheiden (§ 395 öZPO).